# Байдари
Байда́ри (рос. Байдары) — село у складі Половинського округу Курганської області, Росія.
Населення — 487 осіб (2010, 621 у 2002).
Національний склад станом на 2002 рік:
- росіяни — 94 %